# 2022-es úszó-világbajnokság
A 2022-es úszó-világbajnokságot június 17. és július 3. között rendezték a Nemzetközi Úszószövetség (FINA) és a Magyar Úszó Szövetség szervezésében Budapesten, Debrecenben, Sopronban és Szegeden.

## Rendezés
2022 januárjában Fukuoka városvezetése bejelentette, hogy a koronavírus-járvány miatt 2022-ben nem tudják megrendezni az úszó-világbajnokságot, helyette 2023 júniusában tartanák meg. A Nemzetközi Úszószövetség 2022 februárjában tette közzé, hogy a versenyeket 2023. július 14-e és 29-e között kívánják megtartani. Ezzel egy időben a FINA 2022 nyarára egy rendkívüli úszó-világbajnokság szervezésébe kezdett, aminek házigazdája Budapest lett.
Logó
Március 10-én, 100 nappal a világbajnokság kezdete előtt mutatták be a vb hivatalos logóját. A figura egy W-t (Water) jelenít meg, ugyanakkor egy úszót vagy vízilabdázót is jelképez.

## Helyszínek
Úszás
- Budapest, Duna Aréna

Vízilabda
- Budapest, Hajós Alfréd Nemzeti Sportuszoda
- Debrecen, Debreceni Sportuszoda
- Sopron, Lőver uszoda
- Szeged, Tiszavirág Sportuszoda

nyílt vízi úszás
- Lupa-tó

Szinkronúszás
- Budapest, Széchy Tamás Uszoda

Műugrás
- Budapest, Duna Aréna

## Menetrend
A világbajnokság menetrendje az alábbi volt:
| ● | Nyitóünnepség | ● | Versenyszámok | ● | Döntők | ● | Záróünnepség | F | Férfi mérkőzések | N | Női mérkőzések | G | Szinkronúszó gála |

| június/július       | 17. | 18. | 19. | 20. | 21. | 22. | 23. | 24. | 25. | 26. | 27. | 28. | 29. | 30. | 01. | 02. | 03. | Összesen |
| ------------------- | --- | --- | --- | --- | --- | --- | --- | --- | --- | --- | --- | --- | --- | --- | --- | --- | --- | -------- |
| Ünnepségek          |     | ●   |     |     |     |     |     |     | G   |     |     |     |     |     |     |     | ●   | –        |
| Úszás               |     | 5   | 4   | 5   | 5   | 5   | 5   | 6   | 7   |     |     |     |     |     |     |     |     | 42       |
| Nyílt vízi úszás    |     |     |     |     |     |     |     |     |     | 1   | 2   |     | 2   | 2   |     |     |     | 07       |
| Szinkronúszás       | ●   | 1   | 1   | 2   | 1   | 1   | 1   | 1   | 2   |     |     |     |     |     |     |     |     | 10       |
| Műugrás             |     |     |     |     |     |     |     |     |     | 1   | 1   | 2   | 3   | 2   | 1   | 1   | 2   | 13       |
| Vízilabda           |     |     |     | N   | F   | N   | F   | N   | F   | N   | F   | N   | F   | N   | F   | N   | F   | 02       |
| Összes aznapi döntő | 0   | 6   | 5   | 7   | 6   | 6   | 6   | 7   | 9   | 2   | 3   | 2   | 5   | 4   | 1   | 2   | 3   | 74       |
| Összesítés          | 0   | 6   | 11  | 18  | 24  | 30  | 36  | 43  | 52  | 54  | 57  | 59  | 64  | 68  | 69  | 71  | 74  | 74       |

## Magyar szereplés
| Érem      | Versenyző | Versenyszám                     | Dátum      |
| --------- | --- | ------------------------------- | ---------- |
| Aranyérem | Milák Kristóf | Férfi 200 m pillangó            | június 21. |
| Aranyérem | Milák Kristóf | Férfi 100 m pillangó            | június 24. |
| Ezüstérem | Rohács Réka Olasz Anna Betlehem Dávid Rasovszky Kristóf | Csapat nyílt vízi úszás         | június 26. |
| Ezüstérem | Magyar női vízilabda-válogatott Gangl Edina Szilágyi Dorottya Vályi Vanda Gurisatti Gréta Máté Zsuzsanna Parkes Rebecca Géraldine Mahieu Keszthelyi Rita Leimeter Dóra Rybanska Natasa Faragó Kamilla Garda Krisztina Magyari Alda | női vízilabda                   | július 2.  |
| Bronzérem | Gálicz Péter | Férfi 25 km-es nyílt vízi úszás | június 30. |

## Éremtáblázat
*    Magyarország (rendező)
| Helyezés             | Nemzet                  | Arany | Ezüst | Bronz | Összesen |
| -------------------- | ----------------------- | ----- | ----- | ----- | -------- |
| 1.                   | Egyesült Államok        | 18    | 14    | 17    | 49       |
| 2.                   | Kína                    | 18    | 2     | 8     | 28       |
| 3.                   | Olaszország             | 9     | 7     | 6     | 22       |
| 4.                   | Ausztrália              | 6     | 9     | 4     | 19       |
| 5.                   | Kanada                  | 3     | 5     | 6     | 14       |
| 6.                   | Japán                   | 2     | 8     | 3     | 13       |
| 7.                   | Franciaország           | 2     | 7     | 2     | 11       |
| 8.                   | Ukrajna                 | 2     | 6     | 2     | 10       |
| 9.                   | Németország             | 2     | 5     | 3     | 10       |
| 10.                  | Magyarország*           | 2     | 2     | 1     | 5        |
| 11.                  | Svédország              | 2     | 2     | 0     | 4        |
| 12.                  | Brazília                | 2     | 1     | 2     | 5        |
| 13.                  | Románia                 | 2     | 0     | 0     | 2        |
| 14.                  | Nagy-Britannia          | 1     | 4     | 6     | 11       |
| 15.                  | Hollandia               | 1     | 1     | 3     | 5        |
| 16.                  | Litvánia                | 1     | 0     | 1     | 2        |
| 16.                  | Spanyolország           | 1     | 0     | 1     | 2        |
| 18.                  | Lengyelország           | 0     | 1     | 1     | 2        |
| 19.                  | Dél-Korea               | 0     | 1     | 0     | 1        |
| 20.                  | Görögország             | 0     | 0     | 3     | 3        |
| 21.                  | Malajzia                | 0     | 0     | 2     | 2        |
| 21.                  | Ausztria                | 0     | 0     | 2     | 2        |
| 23.                  | Dél-afrikai Köztársaság | 0     | 0     | 1     | 1        |
| Összesen (23 nemzet) | Összesen (23 nemzet)    | 74    | 75    | 74    | 223      |

## Eredmények

### Úszás
- WR – világrekord
- CR – világbajnoki rekord
- WJ – ifjúsági világrekord
- AF – Afrika-rekord
- AM – Amerika-rekord
- AS – Ázsia-rekord
- ER – Európa-rekord
- OC – Óceánia-rekord
- NR – országos rekord

A csillaggal jelölt úszók az előfutamban vettek részt, de érmet kaptak.

#### Nők
| Versenyszám            | Arany | Arany           | Ezüst | Ezüst      | Bronz | Bronz       |
| ---------------------- | --- | --------------- | --- | ---------- | --- | ----------- |
| 50 m gyorsúszás        | Sarah Sjöström · Svédország | 23,98           | Katarzyna Wasick · Lengyelország | 24,18      | Meg Harris · AusztráliaErika Brown · Egyesült Államok | 24,38       |
| 100 m gyorsúszás       | Mollie O’Callaghan · Ausztrália | 52,67           | Sarah Sjöström · Svédország | 52,80      | Torri Huske · Egyesült Államok | 52,92       |
| 200 m gyorsúszás       | Jang Csün-hszüan · Kína | 1:54,92         | Mollie O’Callaghan · Ausztrália | 1:55,22    | Tang Mu-han · Kína | 1:56,25     |
| 400 m gyorsúszás       | Katie Ledecky · Egyesült Államok | 3:58,15 CR      | Summer McIntosh · Kanada | 3:59,39 NR | Leah Smith · Egyesült Államok | 4:02,08     |
| 800 m gyorsúszás       | Katie Ledecky · Egyesült Államok | 8:08,04         | Kiah Melverton · Ausztrália | 8:18,77    | Simona Quadarella · Olaszország | 8:19,00     |
| 1500 m gyorsúszás      | Katie Ledecky · Egyesült Államok | 15:30,15        | Katie Grimes · Egyesült Államok | 15:44,89   | Lani Pallister · Ausztrália | 15:48,96    |
| 50 m hátúszás          | Kylie Masse · Kanada | 27,31           | Katharine Berkoff · Egyesült Államok | 27,39      | Analia Pigrée · Franciaország | 27,40       |
| 100 m hátúszás         | Regan Smith · Egyesült Államok | 58,22           | Kylie Masse · Kanada | 58,40      | Claire Curzan · Egyesült Államok | 58,67       |
| 200 m hátúszás         | Kaylee McKeown · Ausztrália | 2:05,08         | Phoebe Bacon · Egyesült Államok | 2:05,12    | Rhyan White · Egyesült Államok | 2:06,96     |
| 50 m mellúszás         | Rūta Meilutytė · Litvánia | 29,70           | Benedetta Pilato · Olaszország | 29,80      | Lara van Niekerk · Dél-afrikai Köztársaság | 29,90       |
| 100 m mellúszás        | Benedetta Pilato · Olaszország | 1:05,93         | Anna Elendt · Németország | 1:05,98    | Rūta Meilutytė · Litvánia | 1:06,02     |
| 200 m mellúszás        | Lilly King · Egyesült Államok | 2:22,41         | Jenna Strauch · Ausztrália | 2:23,04    | Kate Douglass · Egyesült Államok | 2:23,20     |
| 50 m pillangóúszás     | Sarah Sjöström · Svédország | 24,95           | Mélanie Henique · Franciaország | 25,31      | Csang Jü-fej · Kína | 25,32       |
| 100 m pillangóúszás    | Torri Huske · Egyesült Államok | 55,64           | Marie Wattel · Franciaország | 56,14      | Csang Jü-fej · Kína | 56,41       |
| 200 m pillangóúszás    | Summer McIntosh · Kanada | 2:05,20 WJR, NR | Hali Flickinger · Egyesült Államok | 2:06,08    | Csang Jü-fej · Kína | 2:06,32     |
| 200 m vegyesúszás      | Alexandra Walsh · Egyesült Államok | 2:07,13         | Kaylee McKeown · Ausztrália | 2:08,57    | Leah Hayes · Egyesült Államok | 2:08,91 WJR |
| 400 m vegyesúszás      | Summer McIntosh · Kanada | 4:32,04 WJR     | Katie Grimes · Egyesült Államok | 4:32,67    | Emma Weyant · Egyesült Államok | 4:36,00     |
| 4 × 100 m gyorsváltó   | Ausztrália · Mollie O'Callaghan (52,70) · Madison Wilson (52,60) · Meg Harris (53,00) · Shayna Jack (52,65) · Leah Neale* · Brianna Throssell*                                | 3:30,95         | Kanada · Kayla Sanchez (53,45) · Taylor Ruck (52,92) · Maggie Mac Neil (53,27) · Penny Oleksiak (52,51) · Rebecca Smith* · Katerine Savard*                   | 3:32,15    | Egyesült Államok · Torri Huske (52,96) · Erika Brown (53,30) · Kate Douglass (53,61) · Claire Curzan (52,71) · Mallory Comerford* · Natalie Hinds*                            | 3:32,58     |
| 4 × 200 m gyorsváltó   | Egyesült Államok · Claire Weinstein (1:56,71) · Leah Smith (1:56,47) · Katie Ledecky (1:53,67) · Bella Sims (1:54,60) · Alexandra Walsh* · Hali Flickinger*                   | 7:41,45 CR      | Ausztrália · Madison Wilson (1:56,74) · Leah Neale (1:55,27) · Kiah Melverton (1:55,91) · Mollie O'Callaghan (1:55,94) · Lani Pallister* · Brianna Throssell* | 7:43,86    | Kanada · Summer McIntosh (1:54,79) WJR · Kayla Sanchez (1:57,39) · Taylor Ruck (1:56,75) · Penny Oleksiak (1:55,83) · Mary-Sophie Harvey* · Katerine Savard* · Rebecca Smith* | 7:44,76     |
| 4 × 100 m vegyes váltó | Egyesült Államok · Regan Smith (58,40) · Lilly King (1:05,89) · Torri Huske (56,67) · Claire Curzan (52,82) · Rhyan White* · Alexandra Walsh* · Natalie Hinds* · Erika Brown* | 3:53,78         | Ausztrália · Kaylee McKeown (58,77) · Jenna Strauch (1:05,99) · Brianna Throssell (57,19 · Mollie O'Callaghan (52,30) · Madison Wilson*                       | 3:54,25    | Kanada · Kylie Masse (58,39) · Rachel Nicol (1:07,17) · Maggie Mac Neil (56,80) · Penny Oleksiak (52,65) · Ingrid Wilm* · Kelsey Wog* · Kayla Sanchez*                        | 3:55,01     |

### Műugrás

#### Férfiak
| Versenyszám        | Arany                                                       | Arany  | Ezüst                                           | Ezüst  | Bronz                                        | Bronz  |
| ------------------ | ----------------------------------------------------------- | ------ | ----------------------------------------------- | ------ | -------------------------------------------- | ------ |
| 1 m műugrás        | Vang Cung-jüan (Wang Zongyuan) · Kína                       | 493,30 | Jack Laugher · Nagy-Britannia                   | 426,95 | Li Si-hszin (Li Shixin) · Ausztrália         | 395,40 |
| 3 m műugrás        | Vang Cung-jüan (Wang Zongyuan) · Kína                       | 561,95 | Cao Jüan (Cao Yuan) · Kína                      | 492,85 | Jack Laugher · Nagy-Britannia                | 473,30 |
| 10 m toronyugrás   | Jang Csien (Yang Jian) · Kína                               | 515,55 | Tamai Rikuto · Japán                            | 488,00 | Jang Hao (Yang Hao) · Kína                   | 485,45 |
| 3 m szinkronugrás  | Kína · Cao Jüan (Cao Yuan) · Vang Cung-jüan (Wang Zongyuan) | 459,18 | Nagy-Britannia · Anthony Harding · Jack Laugher | 451,71 | Németország · Timo Barthel · Lars Rüdiger    | 406,44 |
| 10 m szinkronugrás | Kína · Lien Csün-csie (Lian Junjie) · Jang Hao (Yang Hao)   | 467,79 | Nagy-Britannia · Matty Lee · Noah Williams      | 427,71 | Kanada · Rylan Wiens · Nathan Zsombor-Murray | 417,12 |

#### Nők
| Versenyszám        | Arany                                                             | Arany  | Ezüst                                              | Ezüst  | Bronz                                            | Bronz  |
| ------------------ | ----------------------------------------------------------------- | ------ | -------------------------------------------------- | ------ | ------------------------------------------------ | ------ |
| 1 m műugrás        | Li Ja-csie (Li Yajie) · Kína                                      | 300,85 | Sarah Bacon · Egyesült Államok                     | 276,65 | Mia Vallée · Kanada                              | 276,60 |
| 3 m műugrás        | Csen Ji-ven (Chen Yiwen) · Kína                                   | 366,90 | Mia Vallée · Kanada                                | 329,00 | Csang Ja-ni (Chang Yani) · Kína                  | 325,85 |
| 10 m toronyugrás   | Csen Jü-hszi (Chen Yuxi) · Kína                                   | 417,25 | Csüan Hung-csan (Quan Hongchan) · Kína             | 416,95 | Pandelela Rinong · Malajzia                      | 338,58 |
| 3 m szinkronugrás  | Kína · Csang Ja-ni (Chang Yani) · Csen Ji-ven (Chen Yiwen)        | 343,14 | Japán · Rin Kaneto · Szajaka Mikami                | 303,00 | Ausztrália · Maddison Keeney · Anabelle Smith    | 294,12 |
| 10 m szinkronugrás | Kína · Csen Jü-hszi (Chen Yuxi) · Csüan Hung-csan (Quan Hongchan) | 368,40 | Egyesült Államok · Delaney Schnell · Katrina Young | 299,40 | Malajzia · Nur Dhabitah Sabri · Pandelela Rinong | 298,68 |

#### Vegyes
| Versenyszám        | Arany                                                         | Arany  | Ezüst                                           | Ezüst  | Bronz                                                     | Bronz  |
| ------------------ | ------------------------------------------------------------- | ------ | ----------------------------------------------- | ------ | --------------------------------------------------------- | ------ |
| 3 m szinkronugrás  | Kína · Csu Ce-feng (Zhu Zifeng) · Lin San (Lin Shan)          | 324,15 | Olaszország · Matteo Santoro · Chiara Pellacani | 293,55 | Nagy-Britannia · James Heatly · Grace Reid                | 287,61 |
| 10 m szinkronugrás | Kína · Tuan Jü (Duan Yu) · Zsen Csien (Ren Qian)              | 341,16 | Ukrajna · Szofija Liszkun · Olekszij Szereda    | 317,01 | Egyesült Államok · Delaney Schnell · Carson Tyler         | 315,90 |
| Csapatverseny      | Kína · Csüan Hung-csan (Quan Hongchan) · Lin San (Bai Yuming) | 391,40 | Franciaország · Jade Gillet · Alexis Jandard    | 358,50 | Nagy-Britannia · Andrea Spendolini-Sirieix · James Heatly | 357,60 |

### Szinkronúszás
| Versenyszám           | Arany | Arany   | Ezüst | Ezüst   | Bronz | Bronz   |
| --------------------- | --- | ------- | --- | ------- | --- | ------- |
| Egyéni rövid program  | Inui Jukiko · Japán | 92,8662 | Marta Fiedina · Ukrajna | 91,9555 | Evangelía Platanióti · Görögország | 89,5110 |
| Egyéni szabad program | Yukiko Inui · Japán | 95,3667 | Marta Fiedina · Ukrajna | 93,8000 | Evangelia Platanioti · Görögország | 91,7667 |
| Páros rövid program   | Kína · Wang Liuyi · Wang Qianyi | 93,7536 | Ukrajna · Maryna Aleksiiva · Vladyslava Aleksiiva | 91,8617 | Ausztria · Anna-Maria Alexandri · Eirini-Marina Alexandri | 91,2622 |
| Páros szabad program  | Kína · Wang Liuyi · Wang Qianyi | 95,5667 | Ukrajna · Maryna Aleksiiva · Vladyslava Aleksiiva | 94,1667 | Ausztria · Anna-Maria Alexandri · Eirini-Marina Alexandri | 92,8000 |
| Csapat rövid program  | Kína · Chang Hao · Feng Yu · Wang Ciyue · Wang Liuyi · Wang Qianyi · Xiang Binxuan · Xiao Yanning · Zhang Yayi | 94,7202 | Japán · Moka Fujii · Moe Higa · Moeka Kijima · Tomoka Sato · Akane Yanagisawa · Mashiro Yasunaga · Megumu Yoshida · Rie Yoshida                                                          | 92,2261 | Olaszország · Domiziana Cavanna · Linda Cerruti · Costanza Di Camillo · Costanza Ferro · Gemma Galli · Marta Iacoacci · Marta Murru · Enrica Piccoli                                     | 91,0191 |
| Csapat szabad program | Kína · Chang Hao · Feng Yu · Wang Ciyue · Wang Liuyi · Wang Qianyi · Xiang Binxuan · Xiao Yanning · Zhang Yayi | 96,7000 | Ukrajna · Maryna Aleksiiva · Vladyslava Aleksiiva · Olesia Derevianchenko · Marta Fiedina · Veronika Hryshko · Sofiia Matsiievska · Anhelina Ovchynnikova · Valeriya Tyshchenko          | 95,0000 | Japán · Moka Fujii · Moe Higa · Moeka Kijima · Tomoka Sato · Hikari Suzuki · Akane Yanagisawa · Mashiro Yasunaga · Megumu Yoshida                                                        | 93,1333 |
| Highlight kűr         | Ukrajna · Maryna Aleksiiva · Vladyslava Aleksiiva · Olesia Derevianchenko · Marta Fiedina · Veronika Hryshko · Sofiia Matsiievska · Daria Moshynska · Anhelina Ovchynnikova · Anastasiia Shmonina · Valeriya Tyshchenko | 95,0333 | Olaszország · Domiziana Cavanna · Linda Cerruti · Constanza di Camillo · Costanza Ferro · Gemma Galli · Marta Iacoacci · Marta Murru · Enrica Piccoli · Federica Sala · Francesca Zunino | 92,2667 | Spanyolország · Cristina Arámbula · Abril Conesa · Berta Ferreras · Emma Garcia · Mireia Hernández · Meritxell Mas · Alisa Ozhogina · Paula Ramírez · Iris Tió · Blanca Toledano         | 91,9333 |
| Kombinációs kűr       | Ukrajna · Maryna Aleksiiva · Vladyslava Aleksiiva · Olesia Derevianchenko · Marta Fiedina · Veronika Hryshko · Sofiia Matsiievska · Daria Moshynska · Anhelina Ovchynnikova · Anastasiia Shmonina · Valeriya Tyshchenko | 95,0333 | Japán · Moka Fujii · Moe Higa · Asaka Hosokawa · Yuka Kawase · Moeka Kijima · Hikari Suzuki · Akane Yanagisawa · Mashiro Yasunaga · Megumu Yoshida · Rie Yoshida                         | 93,5667 | Olaszország · Domiziana Cavanna · Linda Cerruti · Constanza di Camillo · Costanza Ferro · Gemma Galli · Marta Iacoacci · Marta Murru · Enrica Piccoli · Federica Sala · Francesca Zunino | 92,0333 |
| Vegyes rövid program  | Olaszország · Giorgio Minisini · Lucrezia Ruggiero | 89,2685 | Japán · Tomoka Sato · Yotaro Sato | 86,5939 | Kína · Shi Haoyu · Zhang Yiyao | 86,4425 |
| Vegyes szabad program | Olaszország · Giorgio Minisini · Lucrezia Ruggiero | 90,9667 | Japán · Tomoka Sato · Yotaro Sato | 89,7333 | Kína · Shi Haoyu · Zhang Yiyao | 88,4000 |

* – tartalék versenyzők

### Nyílt vízi úszás

#### Férfiak
| Versenyszám | Arany                              | Arany     | Ezüst                              | Ezüst     | Bronz                           | Bronz     |
| ----------- | ---------------------------------- | --------- | ---------------------------------- | --------- | ------------------------------- | --------- |
| 5 km        | Florian Wellbrock · Németország    | 52:48,8   | Gregorio Paltrinieri · Olaszország | 52:52,7   | Mihajlo Romancsuk · Ukrajna     | 53:13,9   |
| 10 km       | Gregorio Paltrinieri · Olaszország | 1:50:56,8 | Domenico Acerenza · Olaszország    | 1:50:58,2 | Florian Wellbrock · Németország | 1:51:11,2 |
| 25 km       | Dario Verani · Olaszország         | 5:02:21,5 | Axel Reymond · Franciaország       | 5:02:22,7 | Gálicz Péter · Magyarország     | 5:02:35,4 |

#### Nők
| Versenyszám | Arany                             | Arany     | Ezüst                          | Ezüst     | Bronz                               | Bronz     |
| ----------- | --------------------------------- | --------- | ------------------------------ | --------- | ----------------------------------- | --------- |
| 5 km        | Ana Marcela Cunha · Brazília      | 57:52,9   | Aurélie Muller · Franciaország | 57:53,8   | Giulia Gabbrielleschi · Olaszország | 57:54,9   |
| 10 km       | Sharon van Rouwendaal · Hollandia | 2:02:29,2 | Leonie Beck · Németország      | 2:02:29,7 | Ana Marcela Cunha · Brazília        | 2:02:30,7 |
| 25 km       | Ana Marcela Cunha · Brazília      | 5:24:15,0 | Lea Boy · Németország          | 5:24:15,2 | Sharon van Rouwendaal · Hollandia   | 5:24:15,3 |

#### Csapat
| Versenyszám | Arany                                                                   | Arany     | Ezüst                                                                        | Ezüst     | Bronz                                                                                              | Bronz     |
| ----------- | ----------------------------------------------------------------------- | --------- | ---------------------------------------------------------------------------- | --------- | -------------------------------------------------------------------------------------------------- | --------- |
| 5 km        | Németország · Lea Boy · Oliver Klemet · Leonie Beck · Florian Wellbrock | 1:04:40,5 | Magyarország · Rohács Réka · Olasz Anna · Betlehem Dávid · Rasovszky Kristóf | 1:04:43,0 | Olaszország · Ginevra Taddeucci · Giulia Gabbrielleschi · Domenico Acerenza · Gregorio Paltrinieri | 1:04:43,0 |

### Vízilabda
| Versenyszám | Arany            | Ezüst        | Bronz       |
| ----------- | ---------------- | ------------ | ----------- |
| Férfi       | Spanyolország    | Olaszország  | Görögország |
| Női         | Egyesült Államok | Magyarország | Hollandia   |